# Niels Desein
Niels Desein (* 9. Juni 1987 in Gent) ist ein belgischer Tennisspieler.

## Karriere
Niels Desein spielt hauptsächlich auf der ATP Challenger Tour und der ITF Future Tour. Er konnte bislang 25 Einzel- und 24 Doppelsiege auf der Future Tour feiern. Auf der Challenger Tour gewann er drei Titel, davon einen 2015 in Glasgow im Einzel. Zum 15. Februar 2010 durchbrach er erstmals die Top 200 der Weltrangliste im Einzel und seine höchste Platzierung war der 154. Rang im März 2015. Im Doppel durchbrach er am 20. Juli 2009 erstmals die Top 200 und seine höchste Platzierung war der 182. Rang im August 2009.
Sein erstes Spiel auf der ATP World Tour bestritt er im April 2013 bei den Portugal Open in Oeiras, wo er über die Qualifikationsrunden den Einzug ins Hauptfeld schaffte. In der ersten Runde traf er dann auf Paolo Lorenzi, dem er in drei Sätzen unterlegen war. 2014 stand er erstmals im Hauptfeld eines Grand-Slam-Turnier, als er bei den US Open die Qualifikationsrunden überstand. Er unterlag in der Auftaktrunde seinem Landsmann David Goffin deutlich in drei Sätzen mit 1:6, 3:6 und 3:6.
2015 spielte Desein erstmals für die belgische Davis-Cup-Mannschaft, in der er in der Begegnung gegen die Schweiz im Doppel mit Ruben Bemelmans in vier Sätzen siegreich war. Belgien gewann die Begegnung knapp mit 3:2 und kam bis ins Finale, wo sie Großbritannien unterlagen. Desein kam in keiner weiteren Begegnung zum Einsatz.

## Erfolge
| Legende (Anzahl der Siege)  |
| Grand Slam                  |
| ATP World Tour Finals       |
| ATP World Tour Masters 1000 |
| ATP World Tour 500          |
| ATP World Tour 250          |
| ATP Challenger Tour (2)     |

### Einzel

#### Turniersiege
| Nr. | Datum           | Turnier | Belag         | Finalgegner     | Ergebnis        |
| --- | --------------- | ------- | ------------- | --------------- | --------------- |
| 1.  | 8. Februar 2015 | Glasgow | Hartplatz (i) | Ruben Bemelmans | 7:64, 2:6, 7:64 |

### Doppel

#### Turniersiege
| Nr. | Datum            | Turnier  | Belag       | Partner         | Finalgegner                     | Ergebnis         |
| --- | ---------------- | -------- | ----------- | --------------- | ------------------------------- | ---------------- |
| 1.  | 2. November 2014 | Eckental | Teppich (i) | Ruben Bemelmans | Andreas Beck Philipp Petzschner | 6:3, 4:6, [10:8] |